# Propoxur
Propoxur (de nom comercial Baygon) és un insecticida del grup dels carbamats que va ser introduït l'any 1959. Propoxur és un insecticida no sistèmic (no penetra dins la planta) d'actuació ràpida i un llarg efecte residual que es fa servir en el sector forestal i contra les plagues domèstiques i contra les puces També s'utilitza contra el control de les plagues dels animals domèstics, mosquits Anopheles, formigues, arnes i altres plagues agrícoles. També es pot usar com mol·lusquicida.

## Acció
Com altres insecticides carbamats, el propoxur mata insectes per la inactivació irreversible de l'enzim acetilcolinesterasa.

## Efectes mediambientals
Ràpidament es degrada en una solució alcalina. Propoxur és altament tòxic per a molts ocells, però la seva toxicitat varia segons les espècies. És moderadament tòxic pels peixos i altres espècies aquàtiques. Propoxur és altament tòxic per les abelles.